# Welzheimer Wald (FFH-Gebiet)
Das FFH-Gebiet Welzheimer Wald ist ein im Jahr 2005 durch das Regierungspräsidium Stuttgart nach der Richtlinie 92/43/EWG (Fauna-Flora-Habitat-Richtlinie) angemeldetes Schutzgebiet (Schutzgebietskennung DE-6726-341) im deutschen Bundesland Baden-Württemberg. Mit Verordnung des Regierungspräsidiums Stuttgart zur Festlegung der Gebiete von gemeinschaftlicher Bedeutung vom 30. Oktober 2018 (in Kraft getreten am 11. Januar 2019), wurde das Schutzgebiet ausgewiesen. 

## Lage
Das 976,89 Hektar große Schutzgebiet gehört zu den Naturräumen 107-Schurwald und Welzheimer Wald und 108-Schwäbisch-Fränkische Waldberge innerhalb der naturräumlichen Haupteinheit 10-Schwäbisches Keuper-Lias-Land.
Es besteht aus zahlreichen Teilgebieten und erstreckt sich über die Markungen von dreizehn Städten und Gemeinden im Rems-Murr-Kreis und im Ostalbkreis:
Alfdorf, Althütte, Kaisersbach, Murrhardt, Rudersberg, Schorndorf, Urbach, Welzheim, Durlangen, Gschwend, Mutlangen, Ruppertshofen und Spraitbach.

## Beschreibung und Schutzzweck
Das Schutzgebiet umfasst größere zusammenhängende Wiesentäler inmitten weiter Wälder, naturnahe Fließgewässer mit Gehölzsaum, bewaldeten Klingen und Schluchten. Im Gebiet befinden sich zehn Höhlen.

### Lebensraumklassen
(allgemeine Merkmale des Gebiets) (prozentualer Anteil der Gesamtfläche)
Angaben gemäß Standard-Datenbogen aus dem Amtsblatt der Europäischen Union
|                                                |                                                |  |      |      |
| N10 – Feuchtes und mesophiles Grünland         | N10 – Feuchtes und mesophiles Grünland         |  | 49 % | 49 % |
| N14 – Melioriertes Grünland                    | N14 – Melioriertes Grünland                    |  | 4 %  | 4 %  |
| N15 – Anderes Ackerland                        | N15 – Anderes Ackerland                        |  | 1 %  | 1 %  |
| N16 – Laubwald                                 | N16 – Laubwald                                 |  | 7 %  | 7 %  |
| N17 – Nadelwald                                | N17 – Nadelwald                                |  | 19 % | 19 % |
| N19 – Mischwald                                | N19 – Mischwald                                |  | 18 % | 18 % |
| N21 – Nicht-Waldgebiete mit hölzernen Pflanzen | N21 – Nicht-Waldgebiete mit hölzernen Pflanzen |  | 2 %  | 2 %  |
|                                                |                                                |  |      |      |

### Lebensraumtypen
Gemäß Anlage 1 der Verordnung des Regierungspräsidiums Stuttgart zur Festlegung der Gebiete von gemeinschaftlicher Bedeutung (FFH-Verordnung) vom 30. Oktober 2018 kommen folgende Lebensraumtypen nach Anhang I der FFH-Richtlinie im Gebiet vor:
| EU Code | Lebensraumtyp (offizielle Bezeichnung)                                                                              | Kurzbezeichnung                                       | Hektar  |
| ------- | --- | ----------------------------------------------------- | ------- |
| 3130    | Oligo- bis mesotrophe stehende Gewässer mit Vegetation der Littorelletea uniflorae und/oder der Isoëto-Nanojuncetea | Nährstoffarme bis mäßig nährstoffreiche Stillgewässer | 0,082   |
| 3150    | Natürliche eutrophe Seen mit einer Vegetation des Magnopotamions oder Hydrocharitions                               | Natürliche nährstoffreiche Seen                       | 4,842   |
| 3260    | Flüsse der planaren bis montanen Stufe mit Vegetation des Ranunculion fluitantis und des Callitricho-Batrachion     | Fließgewässer mit flutender Wasservegetation          | 14,100  |
| 6230    | Artenreiche montane Borstgrasrasen auf Silikatböden                                                                 | Artenreiche Borstgrasrasen                            | 1,415   |
| 6410    | Pfeifengraswiesen auf kalkreichem Boden, torfigen und tonig-schluffigen Böden                                       | Pfeifengraswiesen                                     | 4,497   |
| 6430    | Feuchte Hochstaudenfluren der planaren und montanen bis alpinen Stufe                                               | Feuchte Hochstaudenfluren                             | 3,050   |
| 6510    | Magere Flachland-Mähwiesen (Alopecurus pratensis, Sanguisorba officinalis)                                          | Magere Flachland-Mähwiesen                            | 102,038 |
| 7140    | Übergangs- und Schwingrasenmoore                                                                                    | Übergangs- und Schwingrasenmoore                      | 0,568   |
| 7220    | Kalktuffquellen (Cratoneurion)                                                                                      | Kalktuffquellen                                       | 0,029   |
| 7230    | Kalkreiche Niedermoore                                                                                              | Kalkreiche Niedermoore                                | 0,098   |
| 8220    | Silikatfelsen mit Felsspaltenvegetation                                                                             | Silikatfelsen mit Felsspaltenvegetation               | 0,537   |
| 8310    | Nicht touristisch erschlossene Höhlen                                                                               | Höhlen                                                | 0,001   |
| 9130    | Waldmeister-Buchenwald (Asperulo-Fagetum)                                                                           | Waldmeister-Buchenwald                                | 11,100  |
| 9180    | Schlucht- und Hangmischwälder (Tilio-Acerion)                                                                       | Schlucht- und Hangmischwälder                         | 11,370  |
| 91E0    | Auen-Wälder mit Alnus glutinosa und Fraxinus excelsior (Alno-Padion, Alnion incanae, Salicion albae)                | Auenwälder mit Erle, Esche, Weide                     | 55,802  |

### Zusammenhängende Schutzgebiete
Das FFH-Gebiet überschneidet sich mit mehreren Landschaftsschutzgebieten. Große Teile des Gebiets liegen im Naturpark Schwäbisch-Fränkischer Wald.  Das Naturdenkmal Geldmacherklinge liegt ebenfalls im FFH-Gebiet. Folgende Naturschutzgebiete liegen ganz oder teilweise im Gebiet:
- im Rems-Murr-Kreis
- Hägeles- und Brunnenklinge
- Harbacher Quellsumpf
- Hörschbachschlucht
- Jägerhölzle
- Morgensand und Seelachen
- Rottal zwischen Hüttenbühl und Buchengehren
- Steinhäusle
- Vordere Hohbachwiesen
- Wieslaufschlucht und Edenbachschlucht

- im Ostalbkreis
- Leintal zwischen Leinecksee und Leinhäusle
- Rot- und Seebachtal
- Wiesentäler bei der Menzlesmühle